# Archangelská jaderná elektrárna
Archangelská jaderná elektrárna (rusky Архангельская АЭС/АТЭЦ) byla plánovanou jadernou elektrárnou v Rusku. Měla ležet poblíž města Archangelsk v Archangelské oblasti. Elektrárna měla zároveň poskytovat teplo přilehlým městům. Projekt elektrárny byl zrušen na konci 80. let. Ještě v 90. letech a později znovu na začátku 21. století však byla lokalita zvažována pro výstavbu nové jaderné elektrárny.

## Historie a technické informace
Elektrárna byla poprvé projednávána na začátku 80. let. Důvod, proč měla být postavena právě jaderná elektrárna s odběrem tepla je takový, že západ Sovětského svazu byl v zásobování konvenčními palivy v horší situaci než Ural a východní oblasti. Aby se tato paliva ušetřila, bylo navrženo teplo a elektrickou energii poskytovat prostřednictvím jaderných elektráren, které pro provoz vyžadují uran.

### AST-500
Instalovány měly zpočátku být dva reaktory AST-500, které slouží pouze k poskytování tepla a nikoliv elektřiny. Elektrárna měla sloužit k zásobování teplem města Archangelsk a dalších přilehlých lokalit. Tím měla nahradit mnoho zastaralých kotlů. Stejné reaktory byly v 80. letech ve výstavbě ve Voroněži.

### Zrušení projektu
Projekt teplárny se však nikdy příliš neposunul, protože v dubnu 1986 došlo k havárii v Černobylu a postoj k jaderné energetice v Sovětském svazu i mimo něj se velmi rychle změnil. Navíc byla teplárna příliš blízko velkého města. Na konci 80. let navíc země procházela těžkými ekonomickými problémy. Z tohoto důvodu byl projekt jaderné teplárny v Archangelské oblasti před rozpadem SSSR zrušen, stejně jako podobné projekty, například Minská jaderná elektrárna a Sverdlovská jaderná elektrárna, které byly zrušeny na konci 80. let.

### VVER-640
Později v 90. letech potom, co byl zrušen projekt s reaktory AST-500, byla nastolena otázka výstavby až čtyř reaktorů VVER-640, které jsou založeny na VVER-1000 řady 320 a VVER-440, avšak jejich provoz by byl ekonomičtější. Rozdíl oproti předešlému projektu byl takový, že reaktory VVER-640 měly poskytovat na rozdíl od AST-500 i elektrickou energii, protože měly mít turbogenerátor. Projekt nebyl nikdy oficiálně zrušen, ale již se nevyskytuje v žádném oficiálním plánu Rosatomu na výstavbu budoucí jaderné elektrárny, proto je možné jej považovat za zrušený.

## Informace o reaktorech

#### Projekt s reaktory AST-500 (výroba tepla)
| Reaktor       | Typ reaktoru | Výkon               | Výkon               | Zahájení výstavby                   | Připojení k síti                    | Uvedení do provozu                  | Uzavření |
| Reaktor       | Typ reaktoru | Čistý               | Hrubý               | Zahájení výstavby                   | Připojení k síti                    | Uvedení do provozu                  | Uzavření |
| ------------- | ------------ | ------------------- | ------------------- | ----------------------------------- | ----------------------------------- | ----------------------------------- | -------- |
| Archangelsk-1 | AST-500      | Výroba tepla 500 MW | Výroba tepla 500 MW | Plán na výstavbu zrušen v roce 1990 | Plán na výstavbu zrušen v roce 1990 | Plán na výstavbu zrušen v roce 1990 |          |
| Archangelsk-2 | AST-500      | Výroba tepla 500 MW | Výroba tepla 500 MW | Plán na výstavbu zrušen v roce 1990 | Plán na výstavbu zrušen v roce 1990 | Plán na výstavbu zrušen v roce 1990 |          |

#### Projekt s reaktory VVER-640 z 90. let (výroba tepla i elektřiny)
| Reaktor       | Typ reaktoru | Výkon | Výkon  | Zahájení výstavby       | Připojení k síti        | Uvedení do provozu      | Uzavření |
| Reaktor       | Typ reaktoru | Čistý | Hrubý  | Zahájení výstavby       | Připojení k síti        | Uvedení do provozu      | Uzavření |
| ------------- | ------------ | ----- | ------ | ----------------------- | ----------------------- | ----------------------- | -------- |
| Archangelsk-1 | VVER-640     | -     | 640 MW | Plán na výstavbu zrušen | Plán na výstavbu zrušen | Plán na výstavbu zrušen |          |
| Archangelsk-2 | VVER-640     | -     | 640 MW | Plán na výstavbu zrušen | Plán na výstavbu zrušen | Plán na výstavbu zrušen |          |
| Archangelsk-3 | VVER-640     | -     | 640 MW | Plán na výstavbu zrušen | Plán na výstavbu zrušen | Plán na výstavbu zrušen |          |
| Archangelsk-4 | VVER-640     | -     | 640 MW | Plán na výstavbu zrušen | Plán na výstavbu zrušen | Plán na výstavbu zrušen |          |